# لويس توريسايلا
لويس توريسايلا (بالإسبانية: Luis Torrecilla)‏ هو لاعب كرة قدم أوروغواياني في مركز الدفاع، ولد في 18 مارس 1989 في بايساندو في الأوروغواي. شارك مع منتخب الأوروغواي تحت 20 سنة لكرة القدم. أما مع النوادي، فقد لعب مع ريفر بليت ونادي ليفربول.

## وصلات خارجية
- لويس توريسايلا على موقع قاعدة بيانات كرة القدم.إي يو (الإنجليزية)
- لويس توريسايلا على موقع Soccerway.com (الإنجليزية)